# Jeremías Israel
Jeremías Israel Esquerre (Concepción, 7 de mayo de 1981) es un piloto chileno de motociclismo. Destaca en la especialidad de enduro y raid y su participación en el Rally Dakar.

## Biografía
Proviene de una familia ligada a los deportes motor, siendo el primer piloto de motocross sudamericano en conseguir puntos en una carrera oficial del calendario de la AMA. Además de competir en el motocross chileno –donde ya suma una quincena de títulos nacionales- e internacional, también ha incursionado en otras especialidades como el supercross y el enduro.
En 1999 se le diagnisticó un tumor en la base del cerebro; se sometió a un tratamiento de radiación durante enero de 2000, lo que permitió eludir una complicada cirugía, logrando reducir de 3,5 a 1,6 milímetros el tumor. En febrero ya estaba de vuelta en las pistas, imponiéndose en el circuito estival chileno de supercross.

## Trayectoria

### Inicios
Desde muy pequeño, e impulsado por la afición de su familia y particularmente de su padre (Claudio), Israel comienza su trayectoria deportiva en 1989, cuando debuta en el Campeonato Nacional de Motocross, en la categoría de 50 centímetros cúbicos. Ya en su temporada de estreno llega a ser campeón de Chile en la serie. Repetiría el logro en la temporada siguiente, antes de pasar a la de 60 cc., en 1991, donde también consigue la corona. Entre 1992 y 1996 corre en torneo chileno en 85 cc., donde alterna títulos y subcampeonatos: gana en el 92, 94 y 96, esta última temporada de modo invicto. Además, gana el título de la categoría de Mendoza (Argentina) en 1993, y logrando el segundo lugar en el Latinoamericano de MotoCross y en el torneo argentino en 1996 y gana en la categoría de 125 cc en Chile.

### En el circuito amateur estadounidense
Desde 1997 comienza a competir sistemáticamente en Estados Unidos. Ese año, además del título chileno, gana siete de las carreras del circuito amateur de Estados Unidos y logrando el undécimo lugar en el Mundial Junior de Las Vegas.
Para 1998 gana 24 de las 47 carreras del circuito amateur estadounidense, entre las que se cuentan pruebas importantes como Golden State, Globe Motors, Mammout Mountain. Gana en el torneo clasificatorio a Loretta Lynn. A eso suma un noveno puesto en el Mundial junior Amateur de Las Vegas en la categoría 125 cc., y un quinto puesto en la serie de 250 cc. del mismo torneo. A eso suma un título chileno: el de Supercross.
En 1999 gana carreras como la de Ponca City en 250cc.
A eso suma el bicampeonato en el supercross chileno, el subcampeonato de la especialidad en Argentina y, en la Copa de las Naciones, el mundial por equipos en que por primera vez participa Chile, Israel forma parte del trío que compite en Indaituba, Sao Paulo, Brasil. 

### En el Motocross profesional
En 2000 compitió en el campeonato de motocross de la American Motorcycles Association (AMA). Al terminar esa primera temporada, llega al puesto 44 del ranking, lo que el entrega número nacional.
En 2001 gana el título chileno de Súper Enduro, al tiempo que cierra el año entre los 50 mejores del listado de pilotos del motocross de la AMA y gana varias carreras profesionales en el circuito norteamericano.
En 2002 se convierte en el primer piloto sudamericano en conseguir puntos en una fecha del torneo AMA de motocross quedando en el número 92 del listado estadounidense de pilotos profesionales.

Fue el único piloto sudamericano en ser invitado al primero Mundial de Supercross, disputado en Suiza y Holanda, donde alcanza la final. Además, es pilar del seleccionado chileno que logra el duodécimo lugar en la Copa de las Naciones de motocross que se corre en California, Estados Unidos.
En 2003 llega en el undécimo puesto en la fecha de Maryland del Motocross AMA y es el número nacional 85 entre los más de dos millares que corren en el SX y MX de la asociación en las categorías 125 y 250 cc. Además, recibe el premio al mejor piloto privado del campeonato.
Es el único piloto sudamericano invitado a las fechas del Mundial de Supercross en Europa. En Sevilla (España) es 18°, consiguiendo puntos y convirtiéndose en el primer competidor sudamericano en conseguir tal logro. Una semana más tarde, en Arnhem (Holanda) llega a semifinales de la cita.
En 2004 terminó entre los 30 mejores del Mundial de la especialidad, tras conseguir el 27°, 26° y 24° en las carreras disputadas en Anaheim, San Francisco y Minneapolis (Estados Unidos).

### 2005-2010
A partir de 2005, Israel vuelve a concentrar su carrera en el circuito sudamericano. Así, vuelve a ser campeón de Chile, esta vez en la serie MX1, luego de ganar cuatro fechas del torneo. En paralelo, incursiona por primera vez en el Enduro, donde logra el tercer puesto final en la categoría Expertos. A ello suma un segundo puesto en el SX Internacional realizado en Santiago de Chile, y el triunfo en el Gran Premio de Motocross de Santa Cruz de la Sierra, Bolivia, título que revalidaría al año siguiente, cuando también logra sendos cetros en el MX Metropolitano y de Chile, este último nuevamente ganando cuatro de las fechas disputadas. Paralelamente, compite en el Nacional de MX de Canadá.
En 2007, logra su 14° campeonato chileno, al imponerse por tercera temporada consecutiva en la categoría MX1 de Motocross y remata tercero en el Enduro FIM chileno, tras ganar una de las fechas de la serie Súperexperto. Esto hace que sea seleccionado de su país para los Six Days que se disputan en La Serena (Chile). En su primera incursión logra la medalla de oro, siendo el piloto mejor clasificado del país anfitrión.
En el MX internacional, viaja a Estados Unidos, para correr en la Copa de las Naciones de Budds Creek, donde llega a la final, esta vez formando equipo con sus hermanos menores, los gemelos Vicente y Benjamín. Además, gana una de las dos fechas del Abierto Argentino de MX, disputado en Cosquín (Córdoba).
A comienzos de 2008, compite en el Enduro del Verano de Argentina, logrando un séptimo puesto. En el MX chileno, en tanto, gana las dos primeras fechas del torneo, saltándose lamentablemente la fecha del campeonato mundial MX3 que se disputaría en Chile, debido a una lesión ocurrida un mes y medio antes, mientras disputaba la tercera fecha del campeonato de Chile de motocross.
El Enduro del Verano argentino sería su apuesta estival de 2009, donde es sexto. Y, en ese año, el Mundial de MX3 hace escala en Chile, donde Israel es noveno, siendo hasta la fecha el único piloto Chileno en participar tanto en el campeonato AMA como el en Campeonato Mundial de Motocross.
Durante la temporada 2010, Israel participa en el Mundial MX3 en La Rioja, Argentina, luego de competir en el Enduro del Verano también en tierras argentinas. Su actividad a nivel chileno se concentran en realizar actividades para masificar el conocimiento y uso de la motocicleta, tanto con fines urbanos como deportivos.

### Corriendo en el Rally Dakar
Debutó en un Rally Dakar, en el del año 2013 (Perú-Argentina-Chile) con una Honda CRF450X acabando el raid en una notable 53.º posición.
En el Rally Dakar 2014, estaba en una meritoria 4.º plaza en la general final luchando por el podio con la desconocida marca Speedbrain, pero una caída en una de las últimas etapas (Iquique-Antofagasta, la décima), cuando marchaba entre los primeros en la especial, le obligó al abandono, cuando estaba realizando la carrera de su vida como el mismo dijo. Sufrió algunas fracturas y varios traumatismos, al chocar con el coche de un espectador a gran velocidad (se estimó a unos 160 km/h), en el km 114 de la especial. Fue operado con éxito en un hospital de Santiago. Su recuperación se produjo en apenas 1 meses.
Para el Rally Dakar de 2015 es confirmado como piloto oficial del equipo Honda, tras su buena actuación al año anterior (pese a la caída) junto con Joan Barreda Bort, Hélder Rodrigues, Paulo Gonçalves y Laia Sanz.

## Resultados

### Rally Dakar
| Año     | Categoría | Vehículo   | Posición | Etapas |
| ------- | --------- | ---------- | -------- | ------ |
| 2013    | Motos     | Honda      | 57.º     | -      |
| 2014    | Motos     | Speedbrain | Ret.     | -      |
| 2015    | Motos     | Honda      | Ret.     | -      |
| Fuente: |           |            |          |        |